# Тутаса
Тутаса (исп. Tutazá) — небольшой город и муниципалитет в центральной части Колумбии, на территории департамента Бояка. Входит в состав провинции Тундама.

## История
Муниципалитет Тутаса был выделен в отдельную административную единицу 6 октября 1849 года.

## Географическое положение

Муниципалитет Тутаса

Город расположен в северной части департамента, в горной местности Восточной Кордильеры, на расстоянии приблизительно 73 километра к северо-востоку от города Тунха, административного центра департамента. Абсолютная высота — 2872 метра над уровнем моря.
Муниципалитет Тутаса граничит на востоке с территориями муниципалитетов Сативанорте и Пас-де-Рио, на юге и юго-западе— с муниципалитетом Белен, на севере и северо-западе — с территорией департамента Сантандер. Площадь муниципалитета составляет 135 км².

## Население
По данным Национального административного департамента статистики Колумбии, совокупная численность населения города и муниципалитета в 2015 году составляла 1890 человек.
Динамика численности населения муниципалитета по годам:
| 2005 | 2006 | 2007 | 2008 | 2009 | 2010 | 2011 | 2012 | 2013 | 2014 | 2015 |
| ---- | ---- | ---- | ---- | ---- | ---- | ---- | ---- | ---- | ---- | ---- |
| 2254 | 2216 | 2178 | 2144 | 2099 | 2064 | 2033 | 1997 | 1964 | 1922 | 1890 |

Согласно данным переписи 2005 года мужчины составляли 48,6 % от населения Тутасы, женщины — соответственно 51,4 %. В расовом отношении белые и метисы составляли 99,9 % от населения города; негры, мулаты и райсальцы — 0,1 %.
Уровень грамотности среди всего населения составлял 86,1 %.

## Экономика
69 % от общего числа городских и муниципальных предприятий составляют предприятия торговой сферы, 19 % — предприятия сферы обслуживания, 9,5 % — промышленные предприятия, 2,5 % — предприятия иных отраслей экономики.